# Jean Gremillon
Jean Gremillon (Bayeux, 3. listopada 1902. – Pariz, 26. studenog 1959.), francuski redatelj.
Isprva je snimao dokumentarne i apstraktne filmove. Njegovi najuspjeliji igrani filmovi pripadaju struji poetskog realizma. Izrazito je osoben i nekomercijalan, a opus mu je revaloriziran tek nakon smrti. 

## Filmografija
- "Ždrijelo ljubavi",
- "Neobični gospodin Viktor",
- "Kapetan remorkera",
- "Svjetlost ljeta",
- "Nebo pripada vama".